# 富山県の観光地

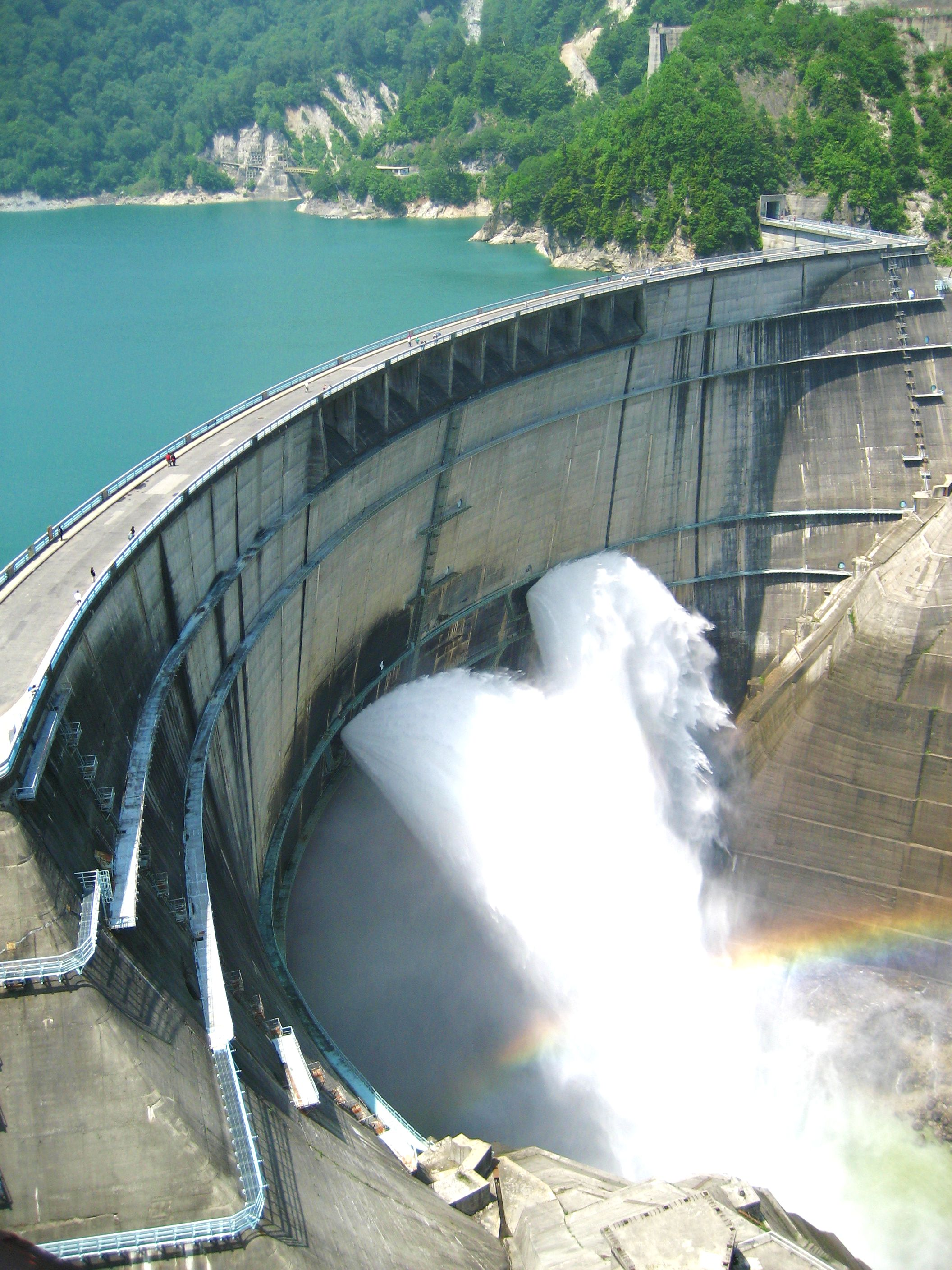
黒部ダム

富山県の観光地（とやまけんのかんこうち）は、富山県内の主要な観光地に関する項目である。

## 観光統計

### 市町村別観光入込客数
2013年の入込数（延べ数）。
| 順位 | 市町村名 | 地域 | 観光入込客数（千人） |
| ---- | -------- | ---- | -------------------- |
| 1    | 富山市   | 富山 | 6,397                |
| 2    | 射水市   | 高岡 | 3,870                |
| 3    | 高岡市   | 高岡 | 3,629                |
| 4    | 南砺市   | 砺波 | 3,446                |
| 5    | 黒部市   | 新川 | 2,346                |
| 6    | 氷見市   | 高岡 | 2,165                |
| 7    | 立山町   | 富山 | 1,796                |
| 8    | 砺波市   | 砺波 | 1,723                |
| 9    | 魚津市   | 新川 | 1,399                |
| 10   | 小矢部市 | 砺波 | 1,134                |
| 11   | 上市町   | 富山 | 558                  |
| 12   | 入善町   | 新川 | 382                  |
| 13   | 滑川市   | 富山 | 313                  |
| 14   | 朝日町   | 新川 | 258                  |
| ―    | 舟橋村   | 富山 | データなし           |
| 計   | 計       | 計   | 29,416               |

### 観光地・観光施設別入込数
2013年の入込数（延べ数）の上位10地点。
| 順位 | 観光地                                 | 市町村名 | 地域 | 観光入込客数（人） | 前年比（%） |
| ---- | -------------------------------------- | -------- | ---- | ------------------ | ----------- |
| 1    | 富岩運河環水公園                       | 富山市   | 富山 | 1,264,838          | +6.5        |
| 2    | 氷見漁港場外市場ひみ番屋街（総湯含む） | 氷見市   | 高岡 | 1,250,000          | +43.4       |
| 3    | 海王丸パーク                           | 射水市   | 高岡 | 1,001,600          | +2.4        |
| 4    | 立山黒部アルペンルート                 | 立山町   | 富山 | 957,605            | +8.2        |
| 5    | 道の駅福光                             | 南砺市   | 砺波 | 916,149            | +41.1       |
| 6    | 高岡古城公園                           | 高岡市   | 高岡 | 772,900            | -12.4       |
| 7    | 道の駅カモンパーク新湊                 | 射水市   | 高岡 | 757,819            | -11.9       |
| 8    | 県民公園太閤山ランド                   | 射水市   | 高岡 | 724,137            | -0.1        |
| 9    | 五箇山                                 | 南砺市   | 砺波 | 715,000            | +9.0        |
| 10   | 桜ヶ池                                 | 南砺市   | 砺波 | 607,398            | +3.2        |

### イベント・祭り別入込客数
2013年の入込数（延べ数）の上位10地点。
| 順位 | 祭り                     | 時期 | 市町村名 | 地域 | 観光入込客数（人） | 前年比（%） |
| ---- | ------------------------ | ---- | -------- | ---- | ------------------ | ----------- |
| 1    | となみチューリップフェア | 春季 | 砺波市   | 砺波 | 310,000            | +4.0        |
| 2    | 富山まつり               | 夏季 | 富山市   | 富山 | 265,000            | +10.4       |
| 3    | 山王まつり               | 春季 | 富山市   | 富山 | 250,000            | ±0.0        |
| 4    | おわら風の盆             | 秋季 | 富山市   | 富山 | 230,000            | -11.5       |
| 5    | とやまスノーピアード     | 冬季 | 富山市   | 富山 | 205,200            | -2.4        |
| 6    | 全日本チンドンコンクール | 春季 | 富山市   | 富山 | 160,000            | -8.6        |
| 7    | 高岡七夕まつり           | 夏季 | 高岡市   | 高岡 | 150,000            | -25.2       |
| 7    | 福岡町つくりもんまつり   | 秋季 | 高岡市   | 高岡 | 150,000            | +36.4       |
| 9    | 高岡古城公園桜まつり     | 春季 | 高岡市   | 高岡 | 138,100            | +6.6        |
| 10   | 高岡万葉まつり           | 秋季 | 高岡市   | 高岡 | 130,000            | ±0.0        |

## 対象別

### 文化財等

#### 世界遺産
- 五箇山
  - 相倉集落
  - 菅沼集落

- 相倉集落
- 菅沼集落

#### 国宝建築
- 瑞龍寺仏殿・法堂・山門（高岡市）

- 瑞龍寺

#### 国の名勝
- 黒部峡谷附猿飛ならびに奥鐘山（立山町・黒部市）
- 称名滝（立山町）

- 黒部峡谷
- 奥鐘山
- 称名滝

#### 特別天然記念物
- 黒部峡谷附猿飛ならびに奥鐘山
- 白馬連山高山植物帯
- 魚津埋没林
- 薬師岳の圏谷群
- ホタルイカ群遊海面

- 白馬連山高山植物帯
- 魚津埋没林
- 薬師岳の圏谷群

#### 重要伝統的建造物群保存地区
- 山町筋（高岡市）
- 金屋町（高岡市）
- 相倉（五箇山）
- 菅沼（五箇山）

- 山町筋
- 金屋町

#### 登録記念物
- 立山砂防工事専用軌道

- 立山砂防工事専用軌道

#### 重要文化財・史跡等
- 雄山神社峰本社
- 室堂小屋
- 高岡城跡（高岡古城公園）

#### 文化施設
博物館・美術館
水族館
- 魚津水族館

- 富山市科学博物館
- ほたるいかミュージアム
- 富山県美術館
- 高岡市美術館

### 公園等

#### 国立・国定・国営公園
- 国立公園
  - 中部山岳国立公園
  - 白山国立公園
- 国定公園
  - 能登半島国定公園

- 中部山岳国立公園
（立山）
- 能登半島国定公園
（雨晴海岸）

#### ラムサール条約登録地域
- 立山弥陀ヶ原・大日平

#### 県立自然公園
- 朝日県立自然公園
- 有峰県立自然公園
- 五箇山県立自然公園
- 白木水無県立自然公園
- 医王山県立自然公園
- 僧ヶ岳県立自然公園

- 有峰県立自然公園
（有峰湖）
- 僧ヶ岳県立自然公園
（僧ヶ岳）

#### 県立都市公園
- 富山県総合運動公園
- 富山県五福公園
- 富山県岩瀬スポーツ公園
- 富山県常願寺川公園
- 富山県空港スポーツ緑地
- 富岩運河環水公園
- 県民公園新港の森
- 県民公園太閤山ランド

- 富山県総合運動公園
- 富山県五福公園
- 富岩運河環水公園
- 県民公園太閤山ランド

#### 大型公園・動物園・植物園・遊園地
大型公園
動物園・植物園・遊園地
- 富山市ファミリーパーク
- 高岡古城公園動物園
- 富山県中央植物園
- チューリップ四季彩館
- ミラージュランド

- 松川公園
- 砺波チューリップ公園
- 富山市ファミリーパーク
- ミラージュランド

#### 恋人の聖地
- 海王丸パーク
- クロスランドタワー展望フロア／ハートアイランド
- 北陸自動車道有磯海サービスエリア（下り線）

- 海王丸パーク
- クロスランドタワー

### 祭事・行事
- おわら風の盆（富山市八尾地区）
- 高岡御車山祭（高岡市）重要有形民俗文化財、重要無形民俗文化財、ユネスコ無形文化遺産
- たてもん祭り（魚津市）重要無形民俗文化財、ユネスコ無形文化遺産
- 城端曳山祭（南砺市城端地区）重要無形民俗文化財、ユネスコ無形文化遺産
- 富山まつり
- となみチューリップフェア
- 山王祭
- 全日本チンドンコンクール
- つくりもんまつり

- おわら風の盆
- 高岡御車山祭
- 山王祭

## 地域別

### 県東部

#### 富山地区
- 富山市 - 富岩運河環水公園、富山市ガラス美術館、富山市役所展望塔、とやマルシェ、日枝神社、富山城、富山県美術館、マリエとやま、富山市ファミリーパーク、富山港展望台、富山県中央植物園、富山市科学博物館、廣貫堂資料館、富山ガラス工房、北前船回船問屋森家、富山県水墨美術館、長慶寺、八尾おわら資料館、北陸電力エネルギー科学館ワンダーラボ（2023年2月26日閉館[2]）、岩瀬カナル会館、越中八尾観光会館曳山展示館、諏訪町本通り、春日温泉、松川遊覧船、春日公園、松川公園、梅かまミュージアムU-mei館、松川べり彫刻公園、猪谷関所館、岩瀬浜海水浴場、立山山麓スキー場、磯部堤、佐藤記念美術館、神通峡、牛岳温泉スキー場、全日本チンドンコンクール、高砂山願念坊祭り、岩瀬曳山車祭、越中八尾曳山祭、山王まつり、富山まつり、熊野神社の稚児舞、おわら風の盆、北日本新聞納涼花火、四方子供曳山祭り
- 滑川市 - ほたるいかミュージアム、行田公園、滑川市立博物館、滑川のネブタ流し
- 立山町 - 立山黒部アルペンルート（美女平、雪の大谷、黒部平、大観峰など）、黒部ダム、称名滝、ミクリガ池、みくりが池温泉、室堂（立山玉殿の湧水など）、とやま健康の森グリーンパーク吉峰、地獄谷、弥陀ヶ原、雄山神社、雄山、立山カルデラ・立山カルデラ砂防博物館、富山県立山博物館、剱岳、大転石
- 上市町 - 穴の谷の霊水、日石寺、剱岳、西田美術館
- 舟橋村 - 竹内天神堂古墳

- 神通峡
- 富山城
- 雪の大谷
- 剱岳

#### 新川地区
- 魚津市 - 諏訪神社、海の駅蜃気楼、魚津水族館、金太郎温泉、ミラージュランド、ありそドーム展望塔、魚津埋没林博物館、尾崎かまぼこ館、魚津しんきろうマラソン、戦国のろし祭り、じゃんとこい魚津まつり（たてもん祭り、せり込み蝶六町流しなど）、愛宕社の火祭り、魚津産業フェア
- 黒部市 - 宇奈月温泉、黒部峡谷、黒部峡谷鉄道、鐘釣温泉、猿飛峡、生地の清水、宇奈月ダム、YKKセンターパーク、黒部川電気記念館、黒薙温泉、宇奈月温泉スキー場、祖母谷温泉、石田浜海水浴場、黒部川扇状地湧水群、宇奈月温泉雪のカーニバル、明日の稚児舞
- 入善町 - にゅうぜんフラワーロード、黒部川扇状地湧水群、杉沢の沢スギ、塞の神まつり
- 朝日町 - 宮崎・境海岸、あさひ城山公園、舟川べり桜並木

- 魚津水族館
- 宇奈月温泉
- 黒部峡谷鉄道
- 宮崎・境海岸

### 県西部

#### 高岡地区
- 高岡市 - 瑞龍寺、雨晴海岸、高岡大仏、高岡城址（高岡古城公園・射水神社・高岡古城公園動物園など）、高岡おとぎの森公園、前田利長墓所、高岡市伏木気象資料館、気多神社、高岡市伏木北前船資料館、山町筋、高岡市美術館、二上山、金屋町、高岡市博物館、高岡といで菜の花フェスティバル、高岡御車山祭、伏木曳山祭、戸出七夕まつり、つくりもんまつり、幌武者行列、北日本新聞納涼花火
- 氷見市 - 忍者ハットリくん列車、氷見漁港、氷見海岸、氷見市立博物館、氷見市潮風ギャラリー・忍者ハットリくんからくり時計・まんがロード、道の駅氷見、氷見祇園祭
- 射水市 - 新湊大橋、海王丸パーク、太閤山ランド、大塚古墳、櫛田神社、射水市大島絵本館、射水市新湊博物館、道の駅カモンパーク新湊、やんさんま祭り、黒河夜高祭、加茂神社の稚児舞、海老江曳山祭、放生津曳山祭、大門曳山まつり

- 高岡大仏
- 戸出七夕祭り
- 氷見市潮風ギャラリー
- 新湊大橋

#### 砺波地区
- 砺波市 - 砺波チューリップ公園、庄川水記念公園、散居村展望台、砺波市美術館、となみ散居村ミュージアム、出町子供歌舞伎曳山祭、五鹿屋夜高祭、庄川観光祭、庄川水まつり、鷹栖夜高祭、砺波夜高祭り、となみチューリップフェア
- 小矢部市 - 三井アウトレットパーク北陸小矢部、クロスランドおやべ、小矢部市立大谷中学校校舎、宮島温泉、医王院、ヴォイスミュージアム、道の駅メルヘンおやべ、石動曳山祭、津沢夜高祭り、ヘリコプター&防災・防犯フェスティバル、源平火牛まつり
- 南砺市 - 五箇山（相倉・菅沼合掌集落、五箇山・合掌の里、村上家住宅、岩瀬家住宅など）、桜ヶ池クアガーデン、真宗大谷派井波別院瑞泉寺、大牧温泉、井波のまちなみ、イオックス・アローザ、たいらスキー場、南砺市立福光美術館、タカンボースキー場、利賀のはつうま、宇佐八幡宮春季祭礼、福野夜高祭、よいやさ祭り、城端むぎや祭、城端曳山祭、いなみ太子伝観光祭

- となみ散居村ミュージアム
- 医王院
- 井波のまちなみ
- 真宗大谷派井波別院瑞泉寺